# Madama (Cameroun)
Madama (ou Mandama) est une localité du Cameroun située dans le département du Mayo-Tsanaga et la Région de l'Extrême-Nord. Elle fait partie de la commune de Hina.

## Population
En 1966-1967, Madama comptait 369 habitants, pour la plupart des Daba.
Lors du recensement de 2005, elle en comptait 610.

## Infrastructures
En 1972 Madama était inaccessible en voiture.